# مسابقات ژیمناستیک هنری زنان اروپا ۱۹۹۶
مسابقات ژیمناستیک هنری اروپا ۱۹۹۶ بیست و یکمین دوره مسابقات ژیمناستیک هنری زنان اروپا است.
این مسابقات از ۱۶تا ۱۹ مه ۱۹۹۶ در بیرمنگام، انگلستان برگزار شده است.

## جدول مدال‌ها
| رتبه | کشور    | طلا | نقره | برنز | مجموع |
| ۱    | رومانی  | ۴   | ۲    | ۱    | ۷     |
| ۲    | اوکراین | ۳   | -    | ۲    | ۵     |
| ۳    | روسیه   | ۲   | ۱    | ۱    | ۴     |
| ۴    | بلاروس  | -   | ۱    | ۱    | ۲     |
| ۵    | اسپانیا | -   | -    | ۱    | ۱     |